# Fiorinia phantasma
Fiorinia phantasma är en insektsart som beskrevs av Cockerell och Robinson 1915. Fiorinia phantasma ingår i släktet Fiorinia och familjen pansarsköldlöss.
Artens utbredningsområde är Filippinerna. Inga underarter finns listade i Catalogue of Life.